# Злота (Малопольське воєводство)
Злота (пол. Złota) — село в Польщі, у гміні Чхув Бжеського повіту Малопольського воєводства.
Населення — 1454 особи (2011).
У 1975-1998 роках село належало до Тарновського воєводства.

## Демографія
Демографічна структура станом на 31 березня 2011 року:
|          | Загалом | Допрацездатний вік | Працездатний вік | Постпрацездатний вік |
| -------- | ------- | ------------------ | ---------------- | -------------------- |
| Чоловіки | 731     | 172                | 484              | 75                   |
| Жінки    | 723     | 181                | 392              | 150                  |
| Разом    | 1454    | 353                | 876              | 225                  |